# 小行星5176
小行星5176（英語：5176 Yoichi）是一颗围绕太阳公转的小行星。1989年1月4日，上田清二、金田宏在钏路市发现了此天体。
这颗小行星的绝对星等为268.4050860820838等。